# Чортківська офензива (фестиваль)
Чортківська офензива — військово-історичний фестиваль, приурочений річницям Чортківської офензиви.

## Історія фестивалів

### 2018
Свято, яке провели в честь 99-ї річниці Чортківської офензиви, за масштабами визнали державним. Триденний фестиваль на честь «Чортківської офензиви» основного розпалу набув у суботу та неділю.

#### День перший
15 червня, у п’ятницю до замку Гольських з’їхалися та поселилися військові реконструктори зі Львова. На тій же локації відбулася акція «Україна моя вишивана» та показ фільму «Спадок нації».

#### День другий
Весь день 16-го червня функціонували ярмарки та виставки. Для участь у ярмарку було запрошено не лише майстрів Тернопілля, а й Буковини, Хмельницької та Львівської областей.
На сцені грали народні інструменти, талановиті виконавці співали пісні. Під час цього свята були також екскурсоводи, які показали Чортків з іншої сторони. Завершився день показом фільму «Міф».

#### День третій
Військові реконструктори відтворили бій воїнів УГА з польським військом. У відтворенні битви брали участь понад 130 реконструкторів, кіннота (понад 20 підготовлених скакунів, котрі не бояться вибухів, прибули зі Львова, з клубу «Каретний двір»), піротехніки з кіностудії ім.О.Довженка (вони привезли із собою дві справжнісінькі російські польові гармати зразка 1902 року калібру 76,2 мм) та бронетехніка (червень 2019).
Голова Тернопільської ОДА Степан Барна відповідно до постанови Кабінету Міністрів України від 19 жовтня 2016 року №719 «Питання забезпечення деяких категорій осіб, які захищали незалежність, суверенітет та територіальну цілісність України, а також членів їх сімей» вручив учаснику бойових дій 58-річному капітану Шіхмагомедову Гіясуддіну Абдулмаксимовичу сертифікат для придбання житла.
Також голова ОДА за активну громадянську позицію нагородив почесного громадянина міста Чорткова, краєзнавця Юхима Макотерського та священника УГКЦ, капелана Володимира Заболотного відзнаками «Гордість Тернопілля».
Наприкінці фестивалю молодь розважали гурти: «Карпати», «Чорноморці», «Медовий полин», «Периферія», «Loud Silence», «Мотор'ролла», «Тінь Сонця».
Також відбулися конференції, покази патріотичних фільмів, спеціальне погашення марок, відтворення одного з боїв офензиви, ярмарок, форум фотографів.

### 2019
Під час фестивалю «Чортківська офензива 2018» представники влади Тернопільської, Івано-Франківської та Львівської областей підписали меморандум про відзначення у 2019 році 100-річчя Чортківської офензиви.

### 2021
Під стінами Чортківського замку провели патріотичний концерт та реконструкцію бою в честь відзначення 102-ї річниці офензиви..